# John Carlson
John Carlson (* 10. ledna 1990 v Natick, Massachusetts) je americký hokejový obránce momentálně hrající v týmu Washington Capitals v severoamerické NHL.

## Hráčská kariéra
S profesionálním hokejem začínal v týmu New Jersey Rockets v lize AtJHL v sezóně 2005/06, kde odehrál 38 zápasů. V následující sezóně 2006/07 zůstal v týmu, se kterým vyhrál trofej pro nejlepšího obránce. Poté postoupil do vyšší kategorie juniorů, do ligy USHL, kde hrával dvě sezóny (2006/08) v týmu Indiana Ice, kde odehrál 65 zápasů, v nichž nasbíral 44 bodů. Byl draftován v roce 2008 v 1. kole, celkově 27., týmem Washington Capitals.
13. listopadu 2008 podepsal smlouvu na 3 roky s týmem Washington Capitals. Sezónu 2008/09 začal v lize OHL v týmu London Knights kde měl debut 24. března 2009 proti týmu Saginaw Spirit. V týmu nosil číslo na dresu 11 a odehrál 59 zápasů základní části a 14 zápasů v playoff a na závěr sezóny odehrál 16 zápasů v playoff v lize AHL v týmu Hershey Bears, kde pomohl vybojovat Calderův pohár. V Hershey Bears nosil číslo na dresu 4.
Sezónu 2009/10 začal na farmě Capitals v Hershey Bears kde odehrál 17 zápasů poté byl povolán do Capitals kdy měl 20. listopadu 2009 debut v NHL proti týmu Montreal Canadiens kde odehrál 17:24. Poté odehrál další dva zápasy pak byl poslán zpátky na farmu kde odehrál 15 zápasů poté byl opět povolán do týmu Capitals kde opět odehrál tři zápasy proti týmů Toronto Maple Leafs, Philadelphia Flyers a Pittsburgh Penguins. Poté byl poslán zpět na farmu kde odehrál 7 zápasů pak byl povolán do Capitals na jeden zápas proti St. Louis Blues, ve kterém získal dvě trestné minuty a odehrál 13:35. Opět byl poslán na farmu kde odehrál posledních 9 zápasů poté byl naposledy povolán do Capitals, kde dohrál sezónu.

## Zajímavosti
- V Mistrovství světa juniorů vstřelil ve finále v prodloužení vítězný gól.[1]

## Ocenění a úspěchy
- 2007 AtJHL - Obránce roku
- 2008 USHL - All-Rookie Tým
- 2008 USHL - Druhý All-Star Tým
- 2009 CHL - All-Rookie Tým
- 2009 OHL - All-Rookie Tým
- 2009 OHL - Druhý All-Star Tým
- 2009 OHL - Nejlepší nahrávač mezi nováčcích
- 2010 AHL - All-Rookie Tým
- 2010 AHL - All-Star Game
- 2010 AHL - Vítězný gól
- 2010 MSJ - All-Star Tým
- 2010 MSJ - Nejlepší střelec mezi obránci
- 2010 MSJ - Vítězný gól
- 2011 NHL - All-Rookie Team
- 2018 NHL - Nejproduktivnější obránce
- 2018 NHL - Nejproduktivnější obránce v playoff
- 2019 NHL - All-Star Game
- 2019 NHL - Druhý All-Star Tým
- 2019 NHL - All-Star Game
- 2019 NHL - První All-Star Tým
- 2019 NHL - Nejlepší nahrávač mezi obránci
- 2019 NHL - Nejproduktivnější obránce

## Prvenství
- Debut v NHL - 20. listopadu 2009 (Washington Capitals proti Montreal Canadiens)
- První asistence v NHL - 21. ledna 2010 (Pittsburgh Penguins proti Washington Capitals)
- První gól v NHL - 25. března 2010 (Carolina Hurricanes proti Washington Capitals, kanadskému brankáři Manny Legace)

## Rekordy
Klubový rekord Washington Capitals
- nejvíce odehraných zápasů v základní části na pozici obránce
- nejvíce asistencí v základní části na pozici obránce
- nejproduktivnější obránce v základní části
- nejvíce vstřelených vítězných branek v základní části
- nejvíce asistencí v přesilové hře v základní části na pozici obránce
- nejvíce střel na brankáře na pozici obránce v základní části
- nejvíce odehraných zápasů v playoff na pozici obránce
- nejvíce vstřelených branek v playoff na pozici obránce
- nejvíce asistencí v playoff na pozici obránce
- nejproduktivnější obránce v playoff

## Klubové statistiky
| Sezóna      | Klub                | Soutěž      |       | Základní část | Základní část | Základní část | Základní část | Základní část |    | Play off | Play off | Play off | Play off | Play off |
| Sezóna      | Klub                | Soutěž      | Z     | G             | A             | B             | TM            | Z             | G  | A        | B        | TM       |          |          |
| 2005/2006   | New Jersey Rockets  | AtJHL       | 38    | 2             | 10            | 12            | 42            | —             | —  | —        | —        | —        |          |          |
| 2006/2007   | New Jersey Rockets  | AtJHL       | 44    | 12            | 38            | 50            | 96            | —             | —  | —        | —        | —        |          |          |
| 2006/2007   | Indiana Ice         | USHL        | 2     | 0             | 0             | 0             | 6             | —             | —  | —        | —        | —        |          |          |
| 2007/2008   | Indiana Ice         | USHL        | 59    | 12            | 31            | 43            | 72            | 4             | 1  | 0        | 1        | 0        |          |          |
| 2008/2009   | London Knights      | OHL         | 59    | 16            | 60            | 76            | 65            | 14            | 7  | 15       | 22       | 16       |          |          |
| 2008/2009   | Hershey Bears       | AHL         | —     | —             | —             | —             | —             | 16            | 2  | 1        | 3        | 0        |          |          |
| 2009/2010   | Hershey Bears       | AHL         | 48    | 4             | 35            | 39            | 26            | —             | —  | —        | —        | —        |          |          |
| 2009/2010   | Washington Capitals | NHL         | 22    | 1             | 5             | 6             | 8             | 7             | 1  | 3        | 4        | 0        |          |          |
| 2010/2011   | Washington Capitals | NHL         | 82    | 7             | 30            | 37            | 44            | 9             | 2  | 1        | 3        | 4        |          |          |
| 2011/2012   | Washington Capitals | NHL         | 82    | 9             | 23            | 32            | 22            | 14            | 2  | 3        | 5        | 8        |          |          |
| 2012/2013   | Washington Capitals | NHL         | 48    | 6             | 16            | 22            | 18            | 7             | 0  | 1        | 1        | 4        |          |          |
| 2013/2014   | Washington Capitals | NHL         | 82    | 10            | 27            | 37            | 22            | —             | —  | —        | —        | —        |          |          |
| 2014/2015   | Washington Capitals | NHL         | 82    | 12            | 43            | 55            | 28            | 14            | 1  | 5        | 6        | 4        |          |          |
| 2015/2016   | Washington Capitals | NHL         | 56    | 8             | 31            | 39            | 14            | 12            | 5  | 7        | 12       | 4        |          |          |
| 2016/2017   | Washington Capitals | NHL         | 72    | 9             | 28            | 37            | 10            | 13            | 2  | 2        | 4        | 4        |          |          |
| 2017/2018   | Washington Capitals | NHL         | 82    | 15            | 53            | 68            | 32            | 24            | 5  | 15       | 20       | 8        |          |          |
| 2018/2019   | Washington Capitals | NHL         | 80    | 13            | 57            | 70            | 34            | 7             | 0  | 5        | 5        | 6        |          |          |
| 2019/2020   | Washington Capitals | NHL         | 69    | 15            | 60            | 75            | 26            | 4             | 0  | 6        | 6        | 2        |          |          |
| 2020/2021   | Washington Capitals | NHL         | 52    | 10            | 34            | 44            | 12            | 5             | 0  | 2        | 2        | 6        |          |          |
| 2021/2022   | Washington Capitals | NHL         | 78    | 17            | 54            | 71            | 20            | 6             | 1  | 4        | 5        | 2        |          |          |
| 2022/2023   | Washington Capitals | NHL         | 40    | 9             | 20            | 29            | 12            | —             | —  | —        | —        | —        |          |          |
| 2023/2024   | Washington Capitals | NHL         | 82    | 10            | 42            | 52            | 40            | 4             | 1  | 1        | 2        | 2        |          |          |
| NHL celkově | NHL celkově         | NHL celkově | 1 009 | 151           | 523           | 674           | 342           | 127           | 20 | 55       | 75       | 54       |          |          |

## Reprezentace
| Rok                       | Tým                       | Soutěž                    | Z | G | A | B | TM |
| ------------------------- | ------------------------- | ------------------------- | - | - | - | - | -- |
| 2010                      | USA 20                    | MSJ                       | 7 | 3 | 4 | 7 | 2  |
| 2014                      | USA                       | ZOH                       | 6 | 1 | 1 | 2 | 0  |
| 2016                      | USA                       | SP                        | 2 | 0 | 0 | 0 | 0  |
| Juniorská kariéra celkově | Juniorská kariéra celkově | Juniorská kariéra celkově | 7 | 3 | 4 | 7 | 2  |
| Seniorská kariéra celkově | Seniorská kariéra celkově | Seniorská kariéra celkově | 8 | 1 | 1 | 2 | 0  |